# 12400 Катумару
12400 Катумару (12400 Katumaru) — астероїд головного поясу, відкритий 28 липня 1995 року.
Тіссеранів параметр щодо Юпітера — 3,538.